# Pygopleurus besucheti
Pygopleurus besucheti is een keversoort uit de familie Glaphyridae. De wetenschappelijke naam van de soort is voor het eerst geldig gepubliceerd in 1989 door Baraud.